# Joe Plummer
Joe Plummer es un baterista de Mariposa, California. Actualmente toca con la banda de Rock Alternativo e Indie Rock, Modest Mouse, y apareció tocando en su último álbum, We Were Dead Before the Ship Even Sank. Antes de unirse a Modest Mouse, Plummer tocó con las bandas The Black Heart Procession, banda proveniente de San Diego, y The Magic Magicians.
Joe actualmente vive en un apartamento en Portland, Oregon.